# Laterizio (Roma antica)

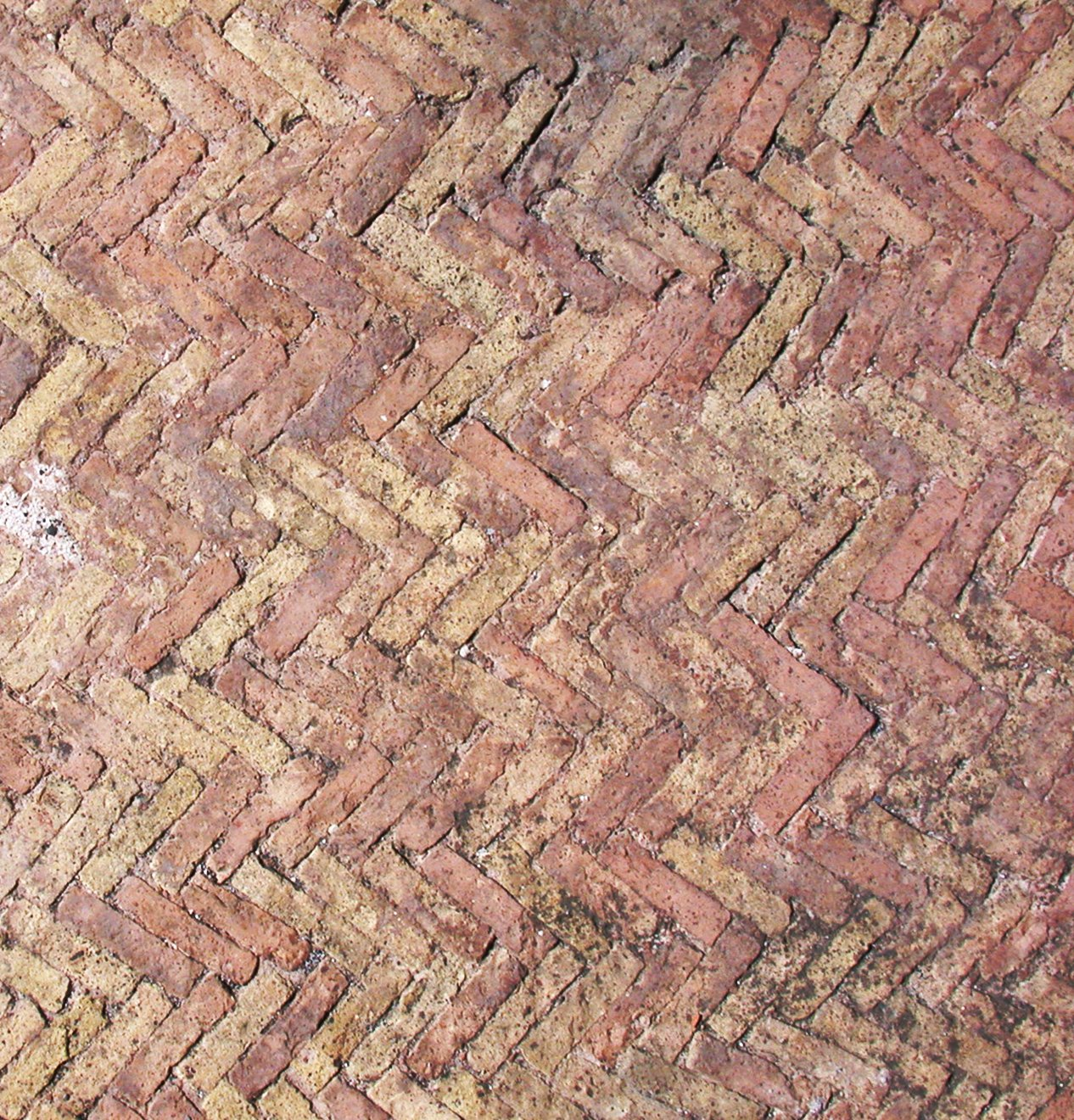
Pavimentazione in opus spicatum nei Mercati di Traiano.

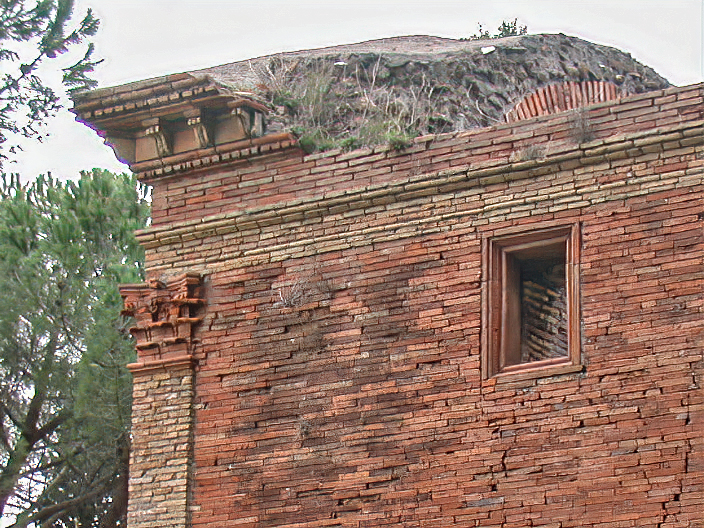
Decorazione della tomba di Erode Attico sulla via Appia Antica: il valore decorativo è previsto sia nella policromia che nella realizzazione di mattoni appositamente sagomati.

Il termine laterizio indicava i mattoni impiegati nella tecnica edilizia romana per l'opera laterizia.

## Fabbricazione del laterizio romano

Fabbrica romana di mattoni in Germania

Il laterizio romano era realizzato con argilla, decantata e depurata in acqua e sgrassata con l'aggiunta di sabbia, secondo un procedimento simile a quello utilizzato per la ceramica, in particolare per quella d'uso comune come ad esempio le anfore da trasporto.
L'argilla così preparata veniva successivamente lavorata mediante stampi in legno, che davano la forma voluta. I laterizi erano quindi fatti seccare per qualche giorno, protetti dai raggi diretti del sole e, quindi, cotti in fornaci, la cui temperatura poteva raggiungere i 1000º.

## Tipi di laterizio romano

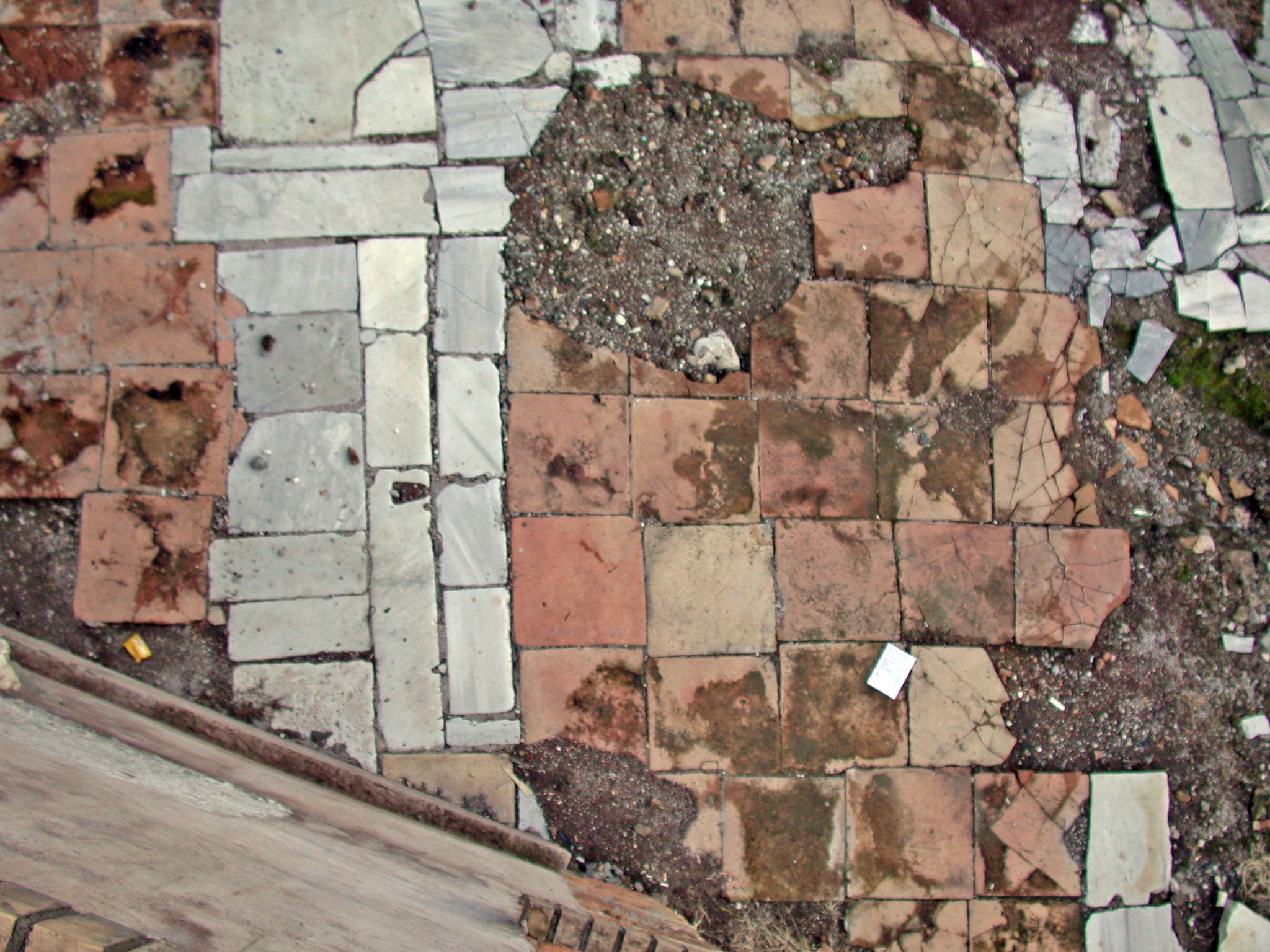
Pavimento bipedale del Tempio della Pace ai Fori Imperiali di Roma

Venivano prodotti vari tipi di materiale edilizio, in primo luogo laterizi di varie misure:
- Bessali: laterizi quadrati di due terzi di piede romano di lato, pari a circa 20 cm: venivano utilizzati suddividendoli in due triangoli lungo la diagonale, che restava visibile sulla faccia esterna del paramento (lunghezza poco meno di un piede, 27/26 cm). Interi erano utilizzati come fodera per le volte in cementizio, permettendo l'aderenza del rivestimento ad intonaco con eventuale decorazione a stucco o dipinta.
- Sesquipedali: laterizi quadrati di un piede e mezzo di lato (circa 44 cm) o rettangolari (un piede e mezzo per un piede, ossia circa 44 cm per 29,6 cm). Potevano essere tagliati in quattro o in otto triangoli: nel primo caso il lato a vista raggiungeva una lunghezza di 42/40 cm, mentre nel secondo di 30/28 cm,
- Bipedali: laterizi quadrati di due piedi di lato (59 cm), che potevano essere suddivisi in otto o sedici triangoli, con la faccia a vista lunga nel primo caso 40/39 cm e nel secondo caso 28/26 cm. Erano più comunemente utilizzati interi, come ricorsi per livellare, nell'intero spessore del muro, o come ghiere per gli archi.

Inoltre, si producevano tegole (piatte con bordi laterali sporgenti) e coppi curvi, destinati in origine a coprire le giunzioni tra le tegole. In generale le tegole erano larghe 1 piede e mezzo (44 cm) e lunghe poco meno di  due piedi (57 cm).gang.
Altri materiali erano:
- tegulae mammatae: mattoni con sporgenze sul retro, in generale disposte ai quattro angoli, che venivano utilizzati come rivestimento delle pareti, allo scopo di creare un'intercapedine, utile in caso di ambienti umidi:
- laterizi a settore circolare o, più raramente, a cerchio completo, per realizzare colonne in muratura:
- laterizi circolari e quadrati utilizzati sovrapposti a formare i pilastrini per sostenere i pavimenti su suspensurae, nella cui intercapedine passava l'aria calda destinata al riscaldamento degli ambienti;
- tubi in terracotta, a sezione in genere quadrangolare, che venivano sovrapposti e disposti sulle pareti, tra il paramento ed un ulteriore rivestimento decorativo, e nei quali passava, anche lungo le pareti, l'aria calda per il riscaldamento proveniente dai pavimenti su suspensurae;
- tubi in terracotta di solito a sezione circolare che costituivano tratti di canalizzazioni o di discendenti per le acque di scarico.
- piccoli mattoni rettangolari utilizzati per le pavimentazioni, nelle quali potevano essere disposti in piano, secondo vari disegni, o di taglio, a spina di pesce (opus spicatum)
- mattoni appositamente sagomati per realizzare cornici o decorazioni, a volte rifiniti scolpendo le forme richieste direttamente in opera.

In particolare, intorno alla metà del II secolo furono utilizzati mattoni di colori differenziati (nei vari toni del rosso e del giallo), alternati secondo un preciso disegno per realizzare paramenti dal grande valore decorativo.

## Figline e bolli laterizi

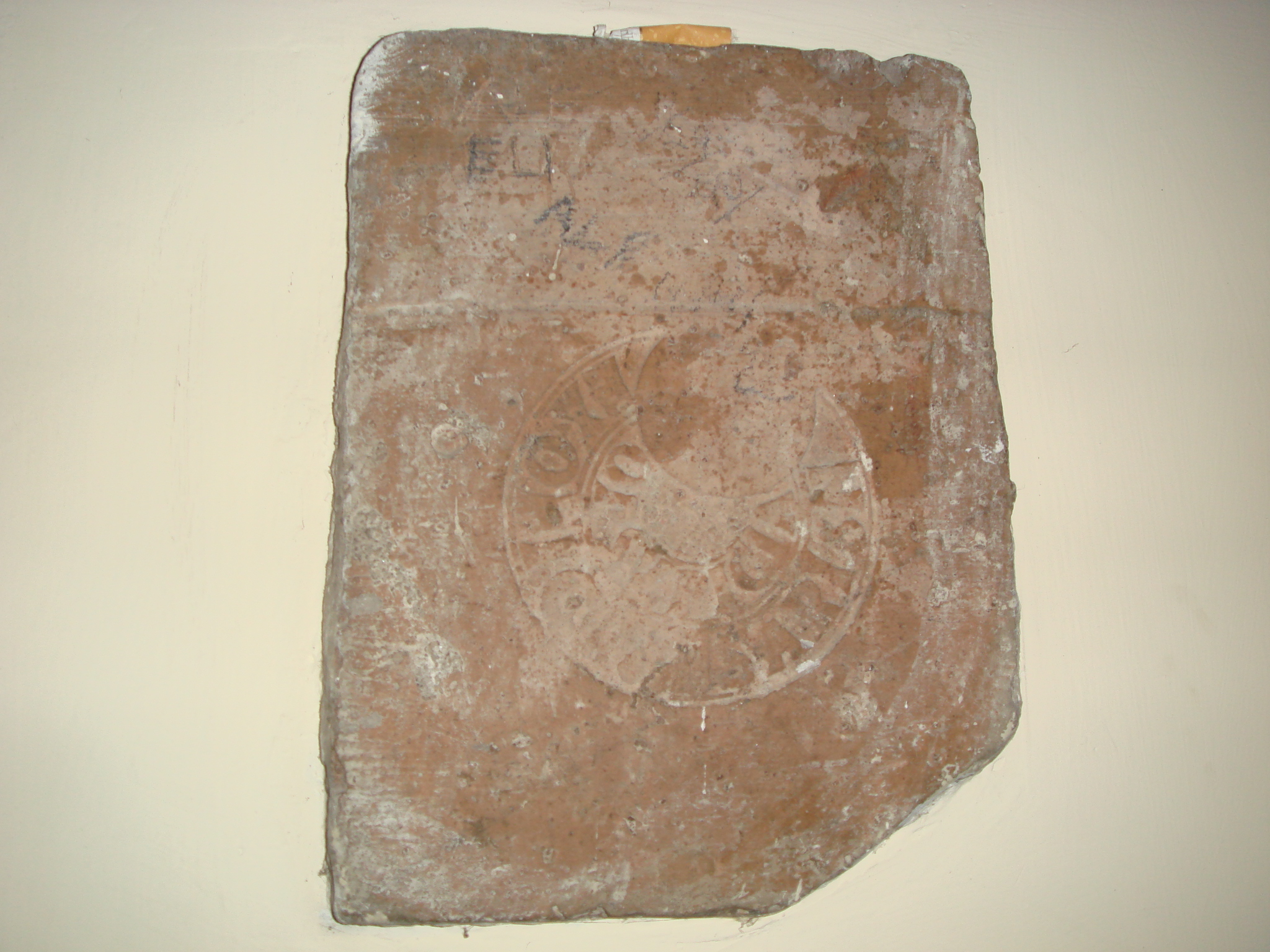
Bollo laterizio lunato impresso su una tegola

La fabbricazione dei laterizi fu una vera e propria attività industriale. Gli stabilimenti di produzione (figlinae o figline), collocati in genere in prossimità di depositi di argilla e lungo le vie fluviali che consentivano un facile trasporto dei materiali prodotti, erano, in genere, di importanti personaggi, spesso legati alla famiglia imperiale.
Conosciamo i dati sulle officine dall'uso di marcare, su alcuni dei laterizi prodotti, quando erano ancora umidi, un marchio, che poteva recare diverse indicazioni. La forma del marchio, il "bollo laterizio", si trasformò nei diversi periodi: inizialmente rettangolari, con testo su una sola riga, divennero di forma semicircolare sotto l'imperatore Claudio, quindi lunati con Domiziano e ancora rotondi agli inizi del III secolo, con iscrizioni su una o due linee semicircolari, a cui si aggiungeva eventualmente una linea retta. I bolli rettangolari sono ancora impiegati, con iscrizioni su due righe, alla metà del II secolo. Con Teodorico sono attestati gli ultimi bolli laterizi, circolari oppure rettangolari.
Le indicazioni potevano riguardare la cava di provenienza dell'argilla, o la figlina, quest'ultima identificata spesso con il nome del proprietario; oppure dell'appaltatore (conductor) o del responsabile (officinator), e persino un motto. Sigle e abbreviazioni sono frequenti. Naturalmente, i bolli non erano usati solo a Roma, ma si ritrovano anche nei centri minori: si può pensare ad esempio al figulus Titus Papirius Synhistor, attivo a Forlì (Forum Livii), il cui bollo è stato "rinvenuto in numerosi esemplari e più varianti, e datato a partire dalla fine dell'età augustea".
Sotto l'imperatore Adriano, nel 123 DC, la produzione delle figline che dovevano servire per i grandi progetti edilizi a Roma sembra sia stata riorganizzata centralmente, e sui bolli laterizi venne introdotto l'uso di segnare la data di fabbricazione (data consolare). Anche la storia successiva sembra indicare un progressivo accentrarsi della produzione laterizia sotto la diretta proprietà imperiale.